# Atelopus planispina
Atelopus planispina és una espècie d'amfibi que viu a l'Equador.
Està amenaçada d'extinció per la pèrdua del seu hàbitat natural.